# 約瑟夫·潘契奇
約瑟夫·潘契奇（1814年4月17日—1888年2月25日）為塞爾維亞的植物學家、醫學博士、大學校（Great School，今貝爾格勒大學）校長、貝爾格勒佈學院教授，塞爾維亞皇家學院首任院長。約瑟夫·潘契奇廣泛記錄了塞爾維亞的植物相，並且統整歸納了當時世界上許多尚未了解的植物，尤以發現塞爾維亞雲杉而聞名於世，被譽為“塞爾維亞植物學之父”。

## 生平

### 早期生活和學習
約瑟夫·潘契奇出生於奧地利帝國克羅埃西亞軍政國境地帶茨里克韋尼察近郊的布澤特，當時此地為法蘭西帝國佔領地並易名為伊利里亞行省。
約瑟夫·潘契奇的祖父來自尼什，在第三次奧土戰爭期間曾在隸屬於帝國軍的德意志自由軍團中服役。約瑟夫·潘契奇為帕維爾·潘契奇（Pavel Pančić）和瑪格麗特（Margarita）夫妻的第四個兒子。根據家族舊時的傳說，潘契奇家族為定居布澤特的赫塞哥維納居民。
約瑟夫·潘契奇於戈斯皮奇完成小學學業後，前往位於里耶卡的佈學園進修，並於1830年進入薩格勒布大學哲學系攻讀。1842年約瑟夫·潘契奇畢業於布達佩斯大學的醫學院。除此之外約瑟夫·潘契奇參加了由當時著名的植物學教授約瑟夫·薩德勒（Joseph Sadler）的植物學課程，並因此產生出對於植物學的興趣； 之後約瑟夫·潘契奇開始撰寫有關植物學博士學位的論文，他於1843年完成學位論文《植物分類學》（Taxilogia Botanica），並於1843年9月9日被授與植物學及醫學博士（同時擁有醫學士及哲學博士者）頭銜。之後約瑟夫·潘契奇回想起早期約瑟夫·薩德勒的演講，並將寫進了手札中：
 從接觸植物學的第一門課開始，我就愛上了植物學，立志成為植物學家，所以我開始興奮地進行植物學研究，並在佩斯與布達附近收集植物，...

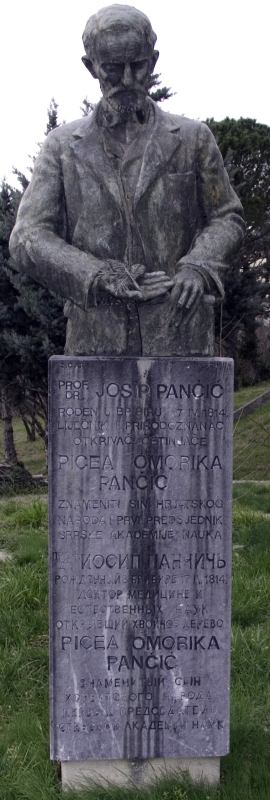
約瑟夫·潘契奇出生地的紀念碑。

### 研究生涯
約瑟夫·潘契奇於維也納自然歷史博物館學習植物學時，結識了塞爾維亞語言學家武克·斯特凡諾維奇·卡拉季奇，並且武克·卡拉季為約瑟夫·潘契奇寫了一封推薦信給塞爾維亞當局，以實現約瑟夫·潘契奇定居於塞爾維亞公國學習植物學的願望。 1846年5月約瑟夫·潘契奇抵達了塞爾維亞，在最初七年中他擔任了農村地區的醫生；1847年他放棄奧地利帝國國籍並轉而申請塞爾維亞公國國籍，同年他遇到了未來的妻子柳德米拉·米列娃（Lyudmila Mileva） 
。
1853年，由於亞歷山大·卡拉喬傑維奇大公任命約瑟夫·潘契奇為貝爾格勒佈學院博物學及農藝學系所兼任教授，於是約瑟夫·潘契奇由克拉古耶瓦茨搬遷到貝爾格勒；1854年更被塞爾維亞公國教育部授予博物學及農藝學正式教授職位
。
約瑟夫·潘契奇與康斯坦丁·布蘭科維奇、約凡·斯特里亞·波波維奇、杜柔·丹尼契奇、馬提亞·班和笛米特里耶·內希奇同為塞爾維亞公國佈學院六位初始博物學教授之一。
爾後約瑟夫·潘契奇成為「大學校」（Great School，今貝爾格勒大學）的校長，並且建立和創辦了礦物地質研究所、動植物研究所以及貝爾格勒植物園等機構。
約瑟夫·潘契奇廣泛地記錄了塞爾維亞的植物相，並歸功於對當時植物學學界尚未了解的許多植物進行了分類，他一生中發現了47種科學上有效的新物種。約瑟夫·潘契奇植物學研究的最高成就為1874年出版的《塞爾維亞公國植物誌》（Flora Kneževine Srbije），並於十年後重新增修內容。他對植物的探索標誌著“塞爾維亞植物學黃金時代”的揭幕。
約瑟夫·潘契奇最顯著的發現為1875年於塔拉山札歐維恩村發現的塞爾維亞雲杉，並因此確立塞爾維亞植物學在歐洲科學界的地位；並且他在這次的探查中得知了塞爾維亞豐富的植物相，以及其所蘊含的研究價值。約瑟夫·潘契奇在塞土戰爭戰爭期間（1876–1878年）擔任貝爾格勒醫院的主任醫師。
約瑟夫·潘契奇曾自嘲“我已經『愛上』 了科帕奧尼克山脈”，並可從他1851年至1886年間成長16倍的攀登數得知；約瑟夫·潘契奇於1887年4月5日被推舉為塞爾維亞皇家學院首任院長。約瑟夫·潘契奇因開放貝爾格勒植物園的問題與政府單位有所不悅。

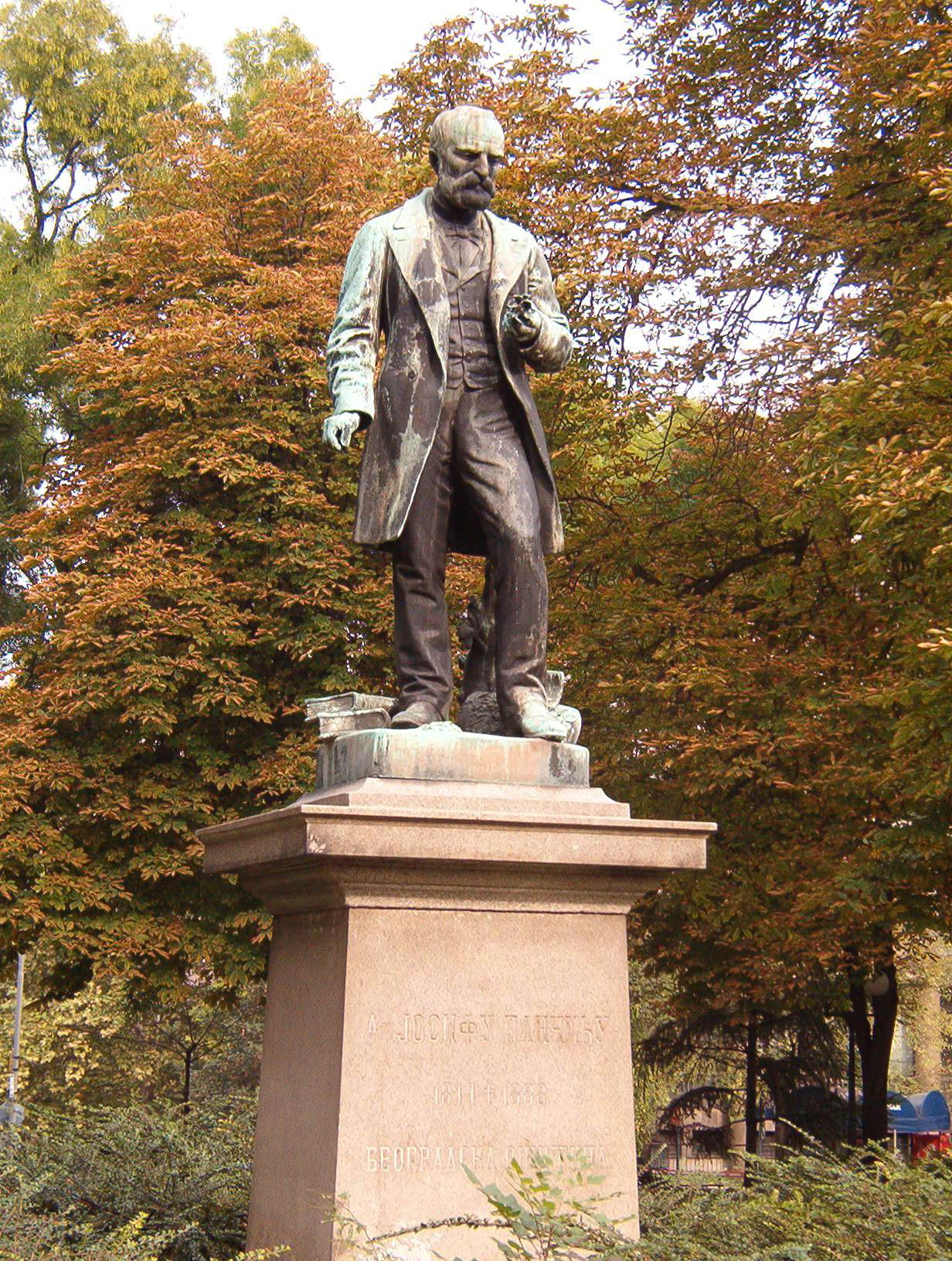
位在學術公園（英语：Academic Park）的約瑟夫·潘契奇紀念碑（英语：Monument to Josif Pančić）。
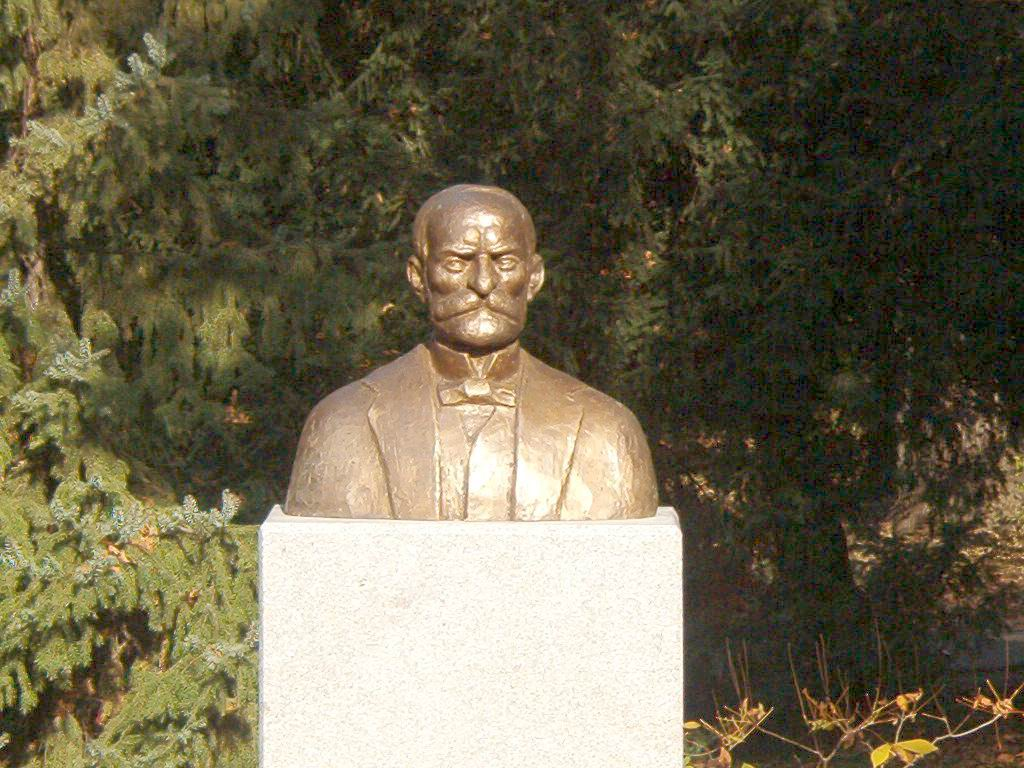
位在貝爾格勒植物園（英语：Jevremovac）門口的約瑟夫·潘契奇半身紀念像。
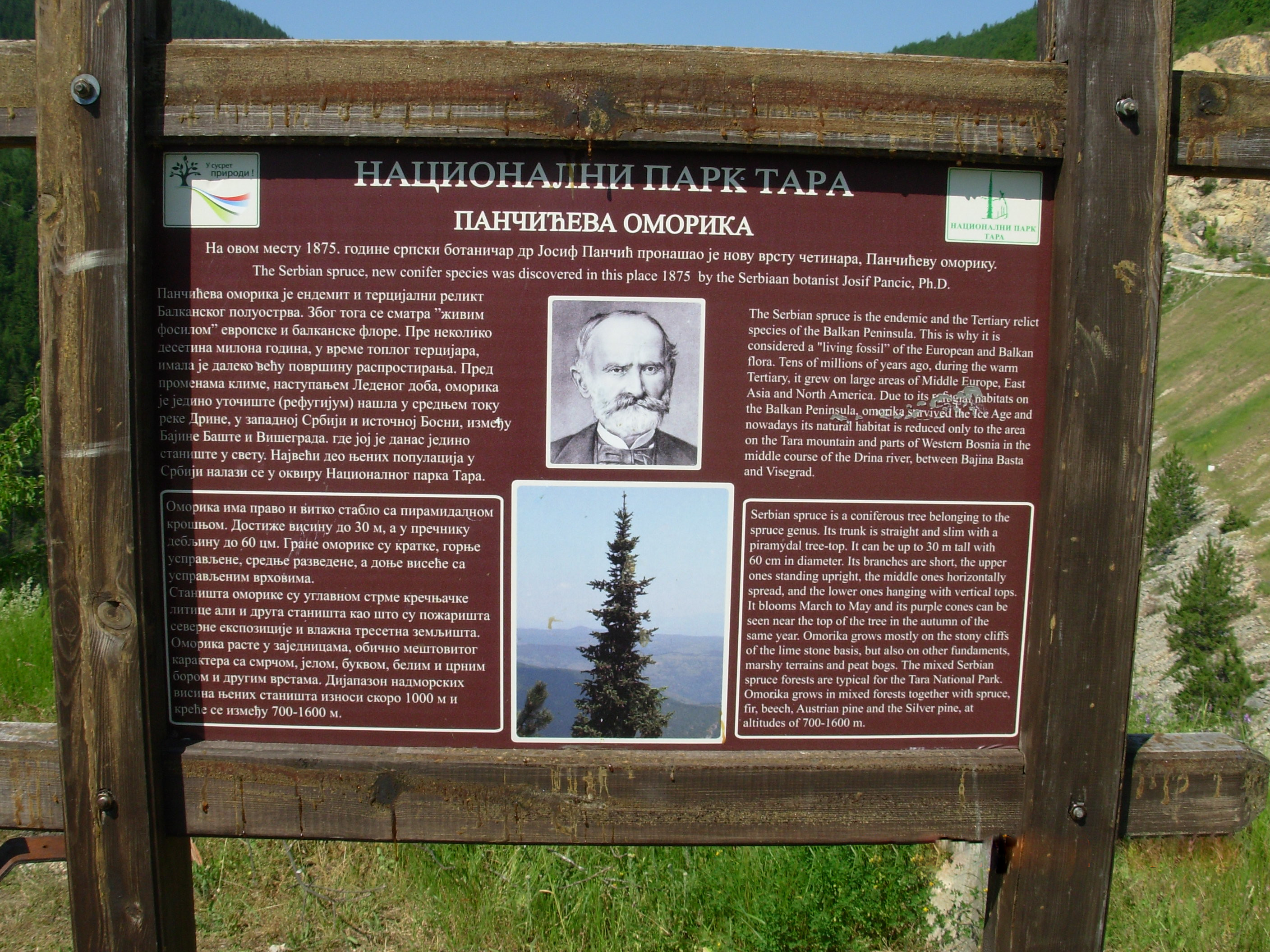
關於約瑟夫·潘契奇發現塞爾維亞雲杉的導覽解說。
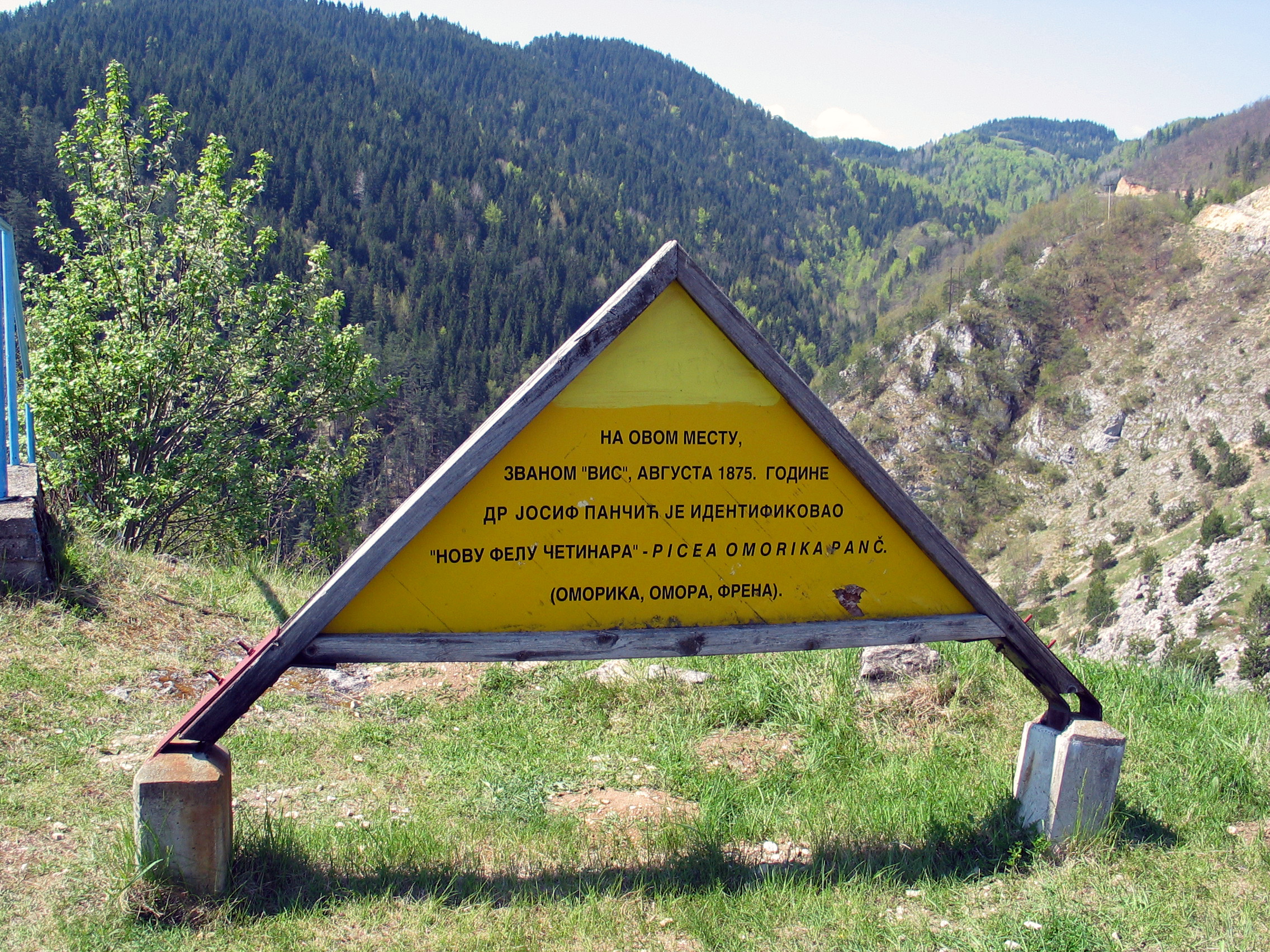
約瑟夫·潘契奇1875年發現塞爾維亞雲杉的札歐維恩村（英语：Zaovine）。
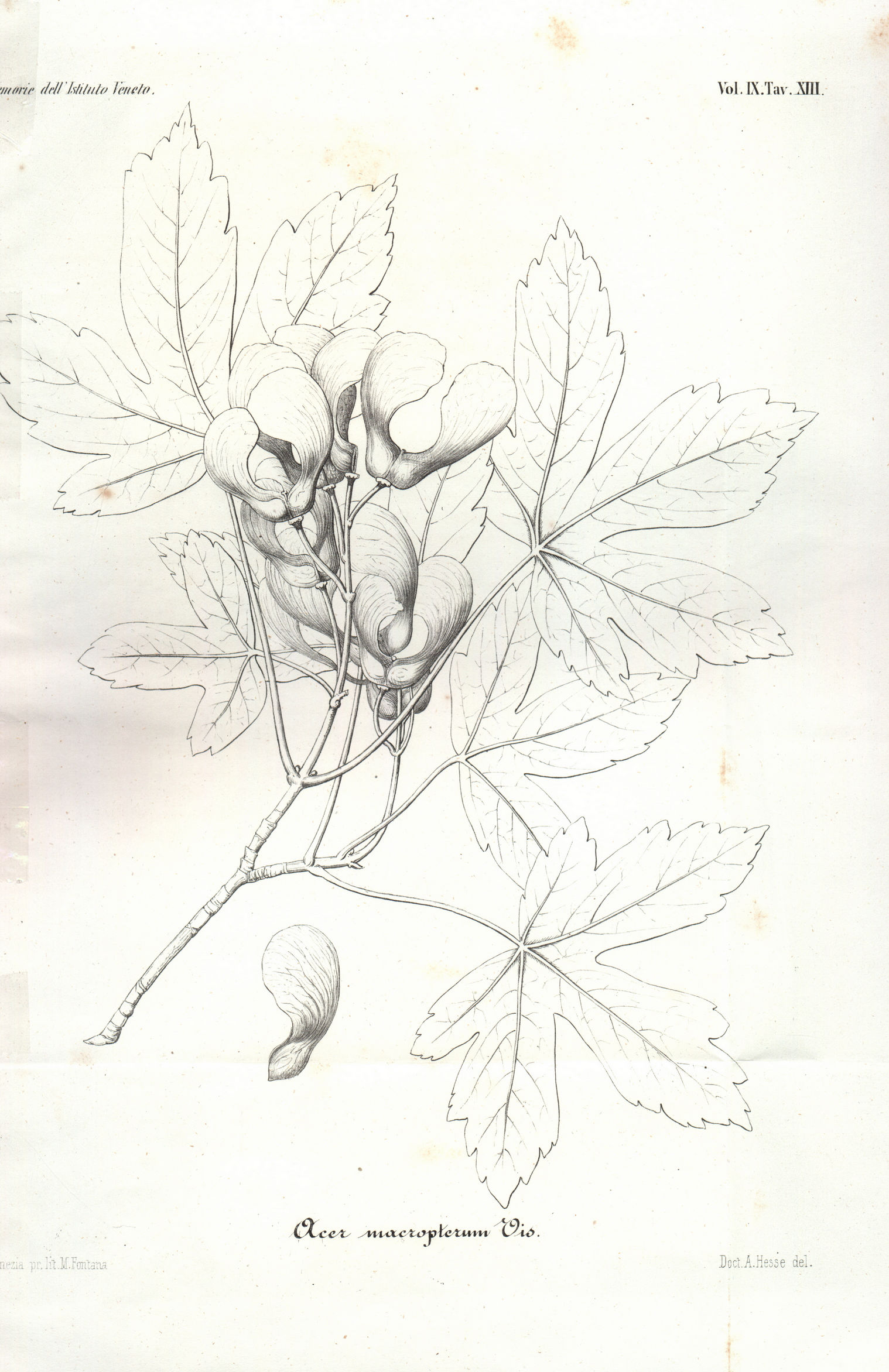
約瑟夫·潘契奇對Acer macropterum Vis.（實際上為希臘楓Acer heldreichii spp. visianii ）的外觀描寫。

### 死亡和埋葬
約瑟夫·潘契奇於1888年2月25日去世，在去世前的幾年間他依然開朗、勤奮地工作，連生病期間他也依然埋首於工作中。他於去世前幾天完成了“貝爾格勒植物園”的銘文：
 巴爾幹半島的長子。
約瑟夫·潘契奇臨終前的遺願為將自身的骸骨埋葬於科帕奧尼克山脈中。因此他的家人於1951年將其遺骸埋葬在科帕奧尼克山脈的頂峰“潘契奇峰”的陵墓中。然而北大西洋公約組織於1999年的南斯拉夫內戰科索沃戰爭中，聯軍為進行清除潘契奇峰上的南斯拉夫軍事設施，誤將他部分的陵墓給摧毀破壞。

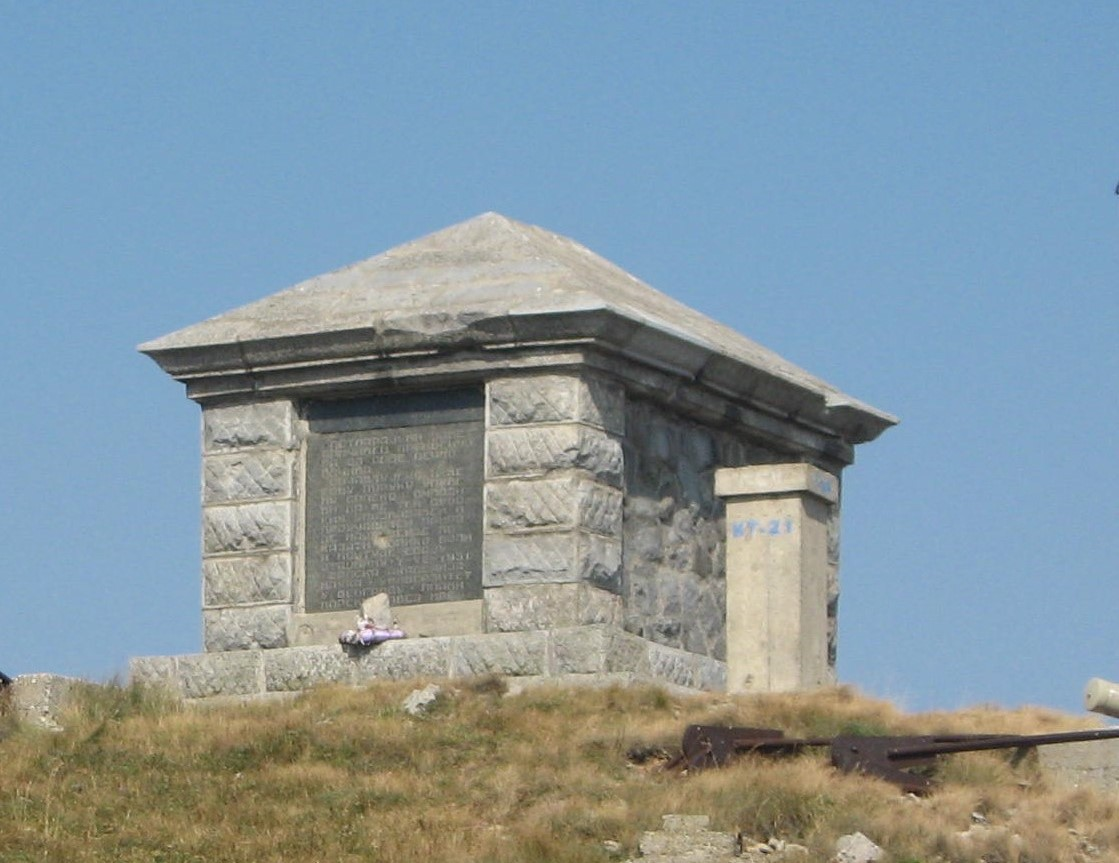
約瑟夫·潘契奇於潘契奇峰的陵墓。
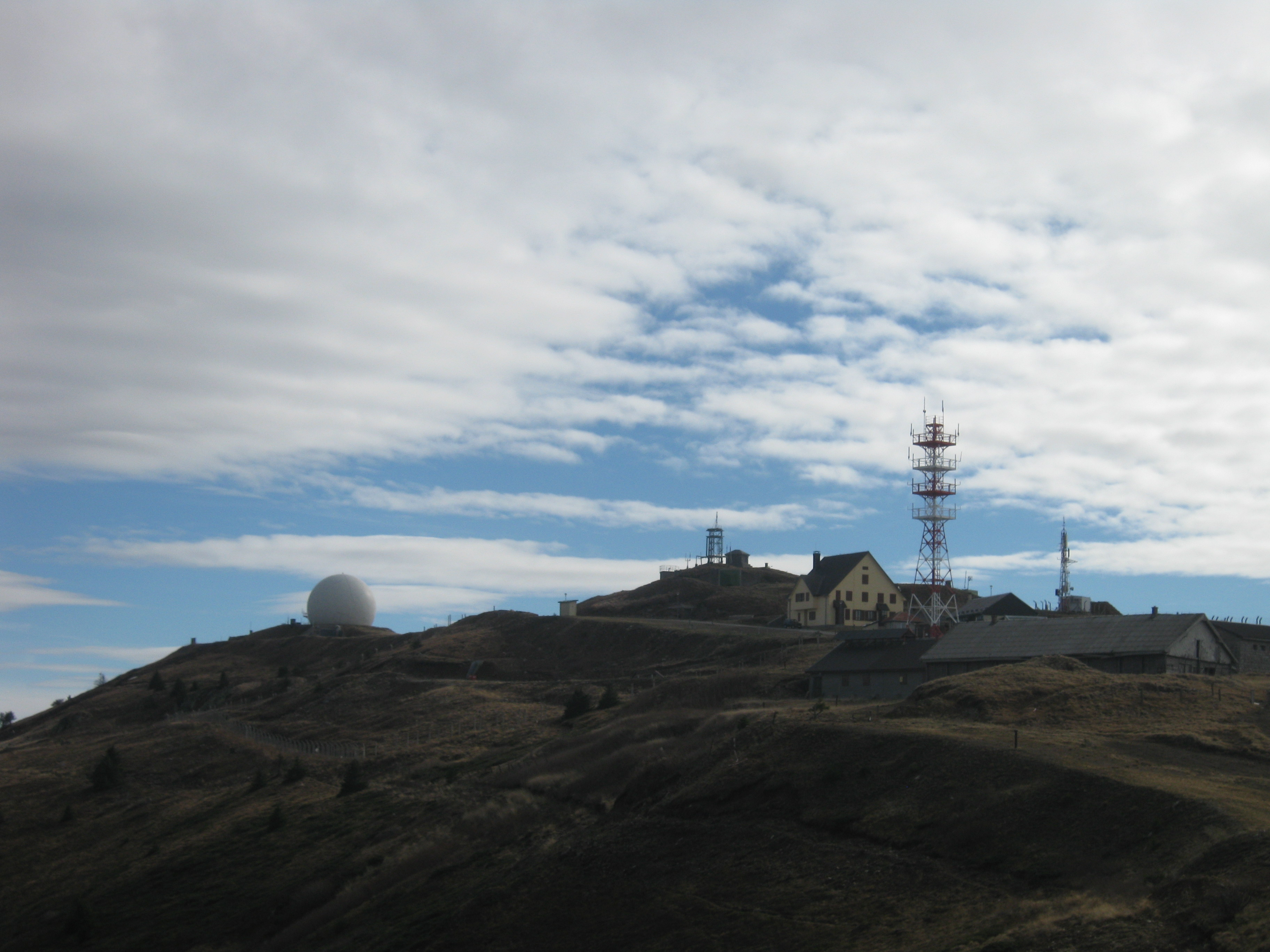
周圍佈滿各式設施的約瑟夫·潘契奇陵墓。

## 紀念
- 1951年由貝爾格勒大學、科學院和遠足俱樂部（the Hiking club）在科帕奧尼克山脈最高峰潘契奇峰豎立了一座陵墓，墓誌銘[18]：

 應潘契奇的要求，我們將他遷至此地長眠。這是他留給塞爾維亞青年的信息：“唯有透徹了解和分析我們國家的大自然，才能表明他們有多愛，並且有多榮耀他們的家園。
- 1948年塞爾維亞人民共和國於貝爾格勒成立「貝爾格勒約瑟夫·潘契奇藥用植物研究所」。
- 1951年科帕奧尼克山脈最高峰由米蘭峰（Milan Peak）更名為潘契奇峰（Pančić's Peak）。[19]
- 1993年出版的《百大傑出塞爾維亞人》中約瑟夫·潘契奇入選第34名。
- 1994年印製之10南斯拉夫第納爾上的約瑟夫·潘契奇肖像。
- 2010年4月17日由Google舉辦的Google Doodle以塞爾維亞雲杉為主視覺構圖，用來慶祝他的生日及對生物學的貢獻。[20]
- 2014年約瑟夫·潘契奇成為74第納爾面額塞爾維亞郵票封面主題。

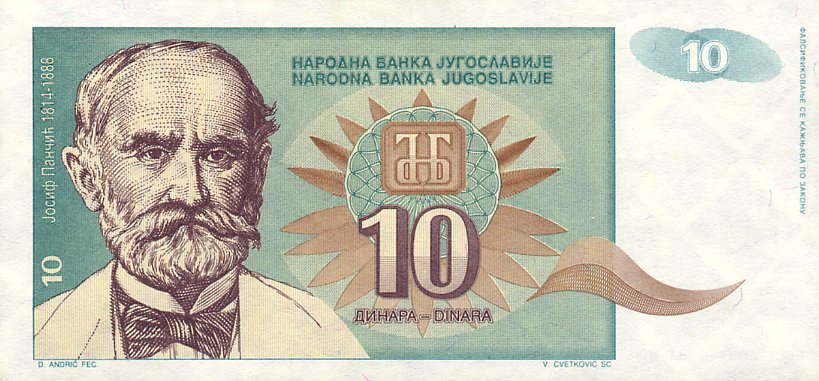
10南斯拉夫第納爾上的約瑟夫·潘契奇肖像
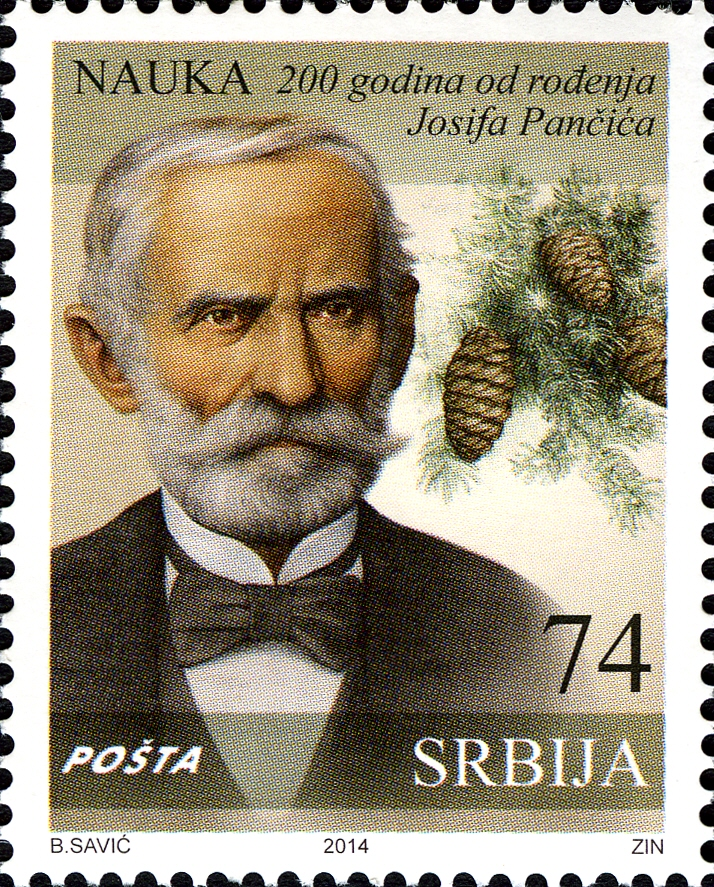
74第納爾面額塞爾維亞郵票封面的約瑟夫·潘契奇

## 勳章

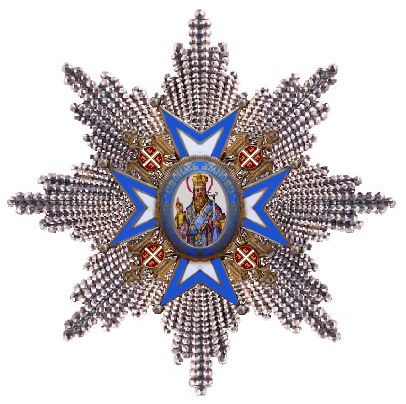
聖薩瓦勳章（英语：Order of St. Sava）
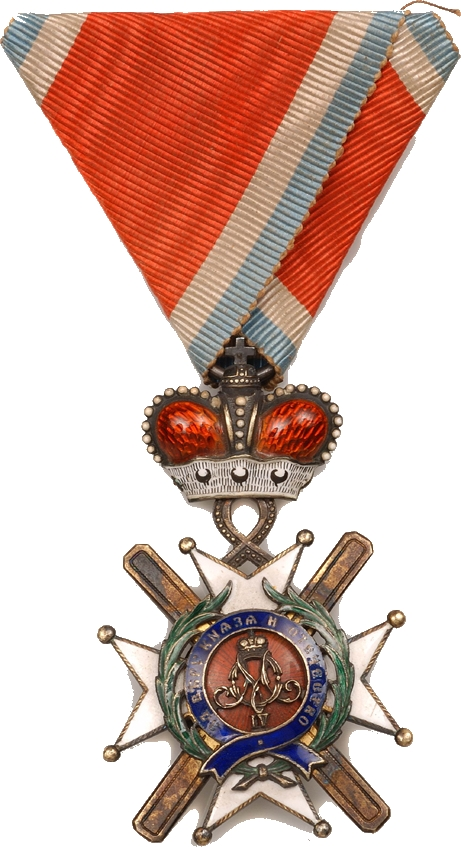
塔科沃十字架勳章（英语：Order of the Cross of Takovo）
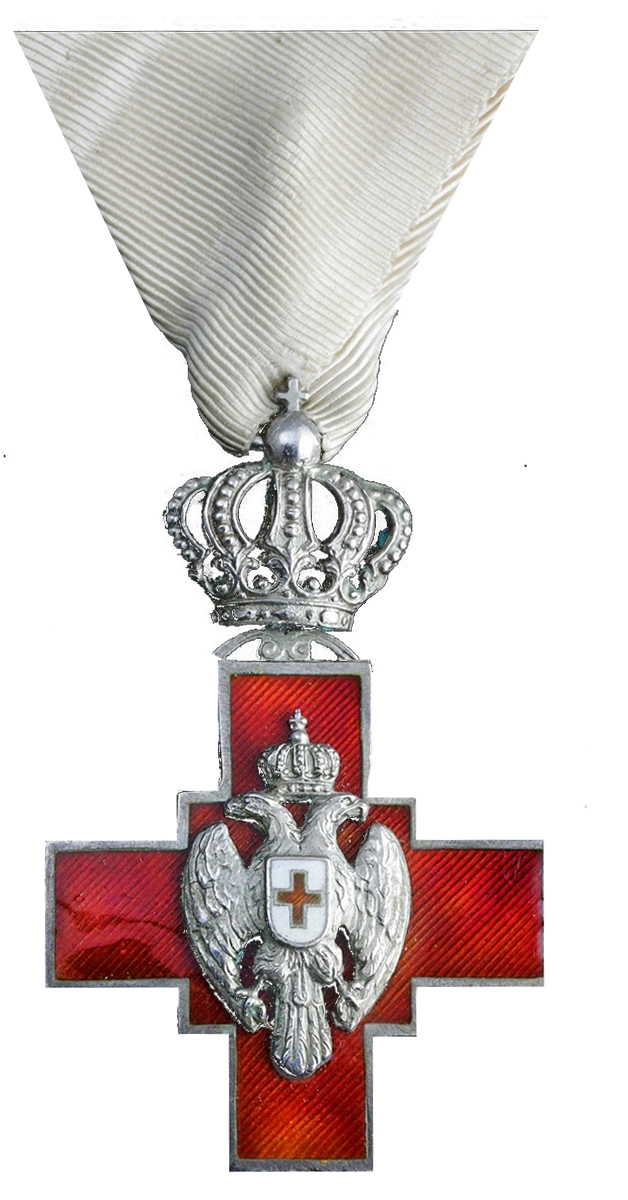
赤十字勳章（英语：Order of the Red Cross (Serbia)）

## 參加之學會

### 與會
為親身與會之學會：
- 塞爾維亞文學會
- 塞爾維亞醫學會
- 塞爾維亞考古學會
- 塞爾維亞學術協會

### 通訊
為通信會員之學會：
- 匈牙利學術院
- 瑟堡自然協會
- 維也納地質學會
- 維也納動植物學會
- 布蘭登堡植物學會
- 南斯拉夫科學及藝術學術院

## 著作
- De Visiani, Roberto, Pančić, J.: Plantae serbicae rariores aut novae. A Prof. Roberto de Visiani et Prof. Josepho Pančić descriptae et iconibus illustratae. Decas I. – Typis J. Antonelli, Venetiis, 1862, 26 pp, Tab. I-VII. (Ex Vol. X, Memor. Imp. Reg. Institut), 1862
- Flora agri belgradensis, 1865
- De Visiani, Roberto, Pančić, J.: Plantae serbicae rariores aut novae. A Prif. Roberto de Visiani et Prof. Josepho Pančić descriptae et icinibus illustratae. Decas II. – Typis J. Antonelli edit., Venetiis, 1866, 18 pp., Tab. VIII-XV. (Ex Vol. XII, Memor. Imp. Reg. Institut), 1866
- De Visiani, Roberto, Pančić, J.: Plantae serbicae rariores aut novae. A Prof. Roberto de Visiani et Prof. Josepho Pančić descriptae et iconibus illustratae. Decas, III. – Typis J. Antonelli edit., Venetiis, 1870.-21 pp., Tab. XVI-XXI. (Ex Vol. XV, Memor. del. R. Istituto), 1870
- Šumsko drveće i bilje u Srbiji. Napisao Dr. Josif Pančić. – Glasnik Srpskog učenog društva, Beograd, knjiga XXX, str. 129–312, 1871
- Flora Kneževine Srbije ili vaskularne biljke, koje u Srbiji divlje rastu. Po analitičkom metodu složio Dr. Josif Pančić. Flora Principatus Serbiae. – Državna štamparija, Beograd, XXXIV, 798 pp., 1874
- Elenchus plantarum vascularium quas aestate a. 1873 in Crna Gora legit. Dr. Jos. Pančić, Belgradi, Edidit Societas Erudita Serbica. – Typographia status, VII, 106 pp., 1875
- Građa za Floru Kneževine Bugarske. – Glasnik Srpskog učenog društva, Beograd, 1883, knjiga 53, str. 161-231., 1883
- Dodatak Flori Kneževine Srbije od Dr-a Josifa Pančića – Additamenta ad Floram Principatus Serbiae. – Izdanje Kraljevske srpske državne štamparije, Beograd, 253 pp., 1884
- Nova građa za Floru Kneževine Bugarske od d-ra J. Pančića. – Glasnik Srpskoga Učenog Društva, Beograd, knjiga 66, 103–146, 1886
- Eine neue Conifere in den ostlichen Alpen. Von Dr. J. Pančić. – In der furstl.-serbischen Staatsdruckerei, Belgrad, 8 pp, 1876
- Omorika nova fela četinara u Srbiji. – Težak, Beograd, januar 1887, godina XVIII, broj 1, 1–8, Tab. I i II, 1887

## 文獻
- Pančić, Josip, in: 南斯拉夫百科全書, 6. Band, 1965.
- . Serbian Academy of Sciences and Arts.   [2009-03-11]. （原始内容存档于2011-10-09） （塞尔维亚语）.
- Vladimir Stevanovic, Radomir Konjevic, Slobodan Jovanovic, Dmitar Lakušic, Snežana Vukojičic, Marjan Niketic. . 1999  [2007-07-12]. （原始内容存档于2011-08-24）.
- Feljton: Josif Pančić[], 晚間新聞（英语：Večernje Novosti）, 27 February 2008 – 2 March 2008
- Nikola Diklić.  (PDF). Lives and Work of the Serbian Scientists: 3–61.   [2016-01-08]. （原始内容 (PDF)存档于2015-06-21）.